# 伊斯托弗 (南卡罗来纳州)
伊斯托弗（英文：Eastover），是美国南卡罗来纳州下属的一座城市。城市类型是“Town”。其面积大约为3.32平方英里（8.61平方公里）。根据2010年美国人口普查，该市有人口813人，人口密度约为每平方 英里244.66人（约合每平方公里94.47人）。